# Vladislav Ardzinba

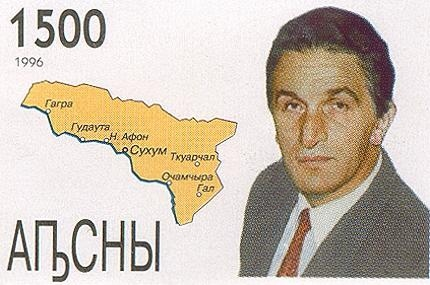
Vladislav Ardzinba

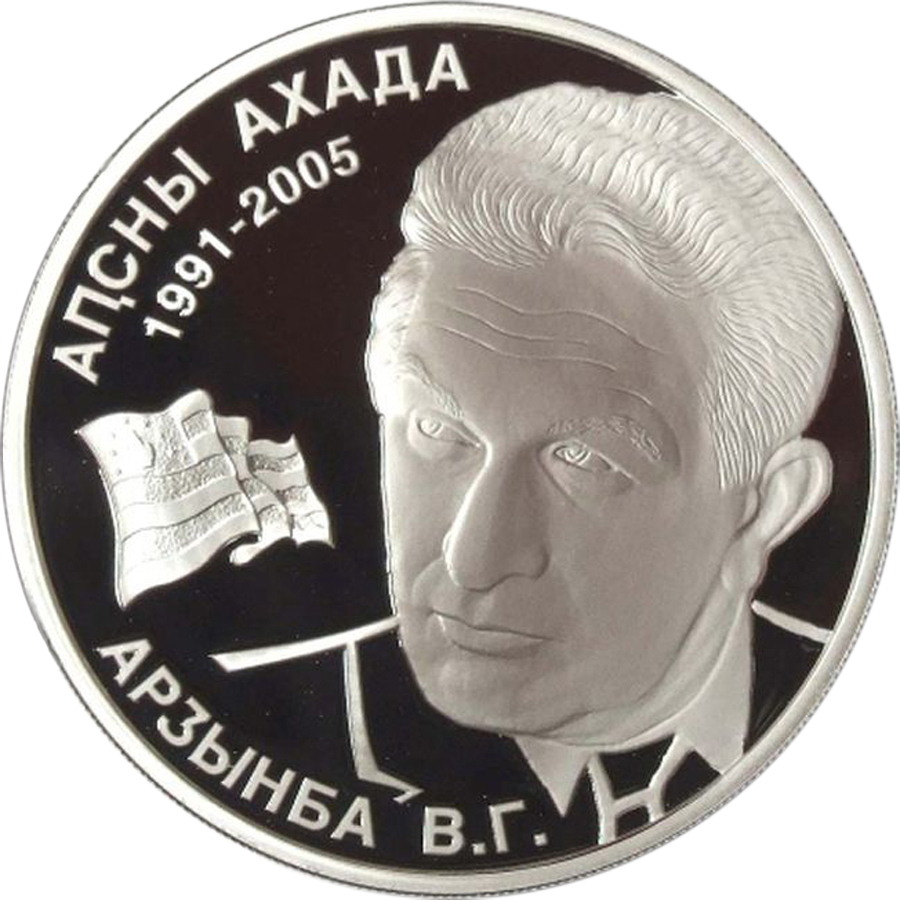
Op Abchazische munt

Vladislav Grigori-ipa Ardzinba (Abchazisch: Владислав Григори-иҧа Арӡынба, Vladislav Grigori-ipa Ardsynba, Russisch: Владислав Григорьевич Ардзинба, Georgisch: ვლადისლავ არძინბა) (Jaschyra, bij Soechoemi, 14 mei 1945 - Moskou, 4 maart 2010) was een Abchazisch politicus.

## Biografie
In 1966 studeerde Ardzinba af aan het Pedagogisch Instituut in Soechoemi. Daarna studeerde hij aan het Instituut voor Oosterse Studies van de Sovjetacademie voor Wetenschappen in Moskou en promoveerde in de geschiedenis.
Van 1969 tot 1987 was hij medewerker aan het Instituut voor Geschiedenis, Cultuur en Religie van de antieke volkeren van Voor-Azië. In 1987 keerde Ardzinba terug naar Soechoemi en werd er directeur van het "Abchazisch Instituut voor Taal, Letterkunde en Geschiedenis".
In 1988 werd Ardzinba verkozen tot lid van de Opperste Sovjet van Abchazië en in 1989 werd hij lid van de Opperste Sovjet van deSovjet-Unie. Hij werd lid van het presidium en voorzitter van de subcommissie voor het statuut van de autonome eenheden.
In 1990 werd hij voorzitter van de Opperste Sovjet van Abchazië en in 1992 voorzitter van het parlement van Abchazië. In 1994 werd hij door het Abchazisch parlement verkozen tot eerste president van de afgescheiden republiek Abchazië. In 1999 werd hij herbevestigd met 99% van de stemmen.
Ardzinba ijverde voor een zelfstandige Abchazische staat, los van Georgië. Hij voerde in 1997 samenwerkingsgesprekken met de Georgische president Edoeard Sjevardnadze in Tbilisi, maar deed tegelijkertijd voorstellen aan Rusland om Abchazië op te nemen als geassocieerd lid van de Russische Federatie.
Sinds 2002 verscheen Vladislav Ardzinba niet meer in het openbaar. Hij leed aan een chronische vermoeidheid en moest zich in Moskou laten behandelen, waar hij in maart 2010 op 64-jarige leeftijd overleed.